# Le Coudray-Saint-Germer
Le Coudray-Saint-Germer település Franciaországban, Oise megyében. Lakosainak száma 857 fő (2022. január 1.). Le Coudray-Saint-Germer Cuigy-en-Bray, Espaubourg, Flavacourt, Lalande-en-Son, Lalandelle, Puiseux-en-Bray, Saint-Germer-de-Fly és Sérifontaine községekkel határos.

## Népesség
A település népességének változása:
| Lakosok száma | 933  | 951  | 936  | 906  | 883  | 870  | 859  | 844  | 857  |
|               | 2013 | 2015 | 2016 | 2017 | 2018 | 2019 | 2020 | 2021 | 2022 |